# 장정필
장정필(張貞弼, 888년~ ?) 고창(高敞, 지금의 경상북도 안동시)의 문신(文臣)이자 고려(高麗)의 호족(豪族)이다.

## 생애
고려의 서경천도운동을 김부식과 함께 방어해냄.

## 장정필이 등장하는 작품
- 《태조 왕건》 (KBS, 2000년~2002년, 배우: 반석진)